# 巴旺乡
巴旺乡，是中华人民共和国四川省甘孜藏族自治州丹巴县下辖的一个乡镇级行政单位。2019年12月，将巴旺乡扎科村大金川河中心线以东集体荒山荒坡区域划归章谷镇管辖，巴旺乡聂拉村、小巴旺村、小聂呷村所属行政区域划归甲居镇管辖。

## 行政区划
巴旺乡下辖以下地区：
卡卡村、水卡子村、齐支村、光都村、燕尔岩村、瓦苏村、德洛村、莫日村、扎科村、聂呷村、聂拉村和小巴旺村。